# Ailigandí
Ailigandí è un comune (corregimiento) della Repubblica di Panama situato nella comarca di  Guna Yala. Si estende su una superficie di 821,5 km² e conta una popolazione di 11.644 abitanti (censimento 2010).